# Rita Moreno: Just a Girl Who Decided to Go for It
Rita Moreno: Just a Girl Who Decided to Go for It és una pel·lícula documental estatunidenca de 2021, dirigit, produït, i editat per Mariem Pérez Riera. La pel·lícula segueix a Rita Moreno, centrant-se en la seva vida primerenca i la seva carrera. Norman Lear, Lin-Manuel Miranda, i Michael Kantor serveixen com a productors executius.
La pel·lícula es va estrenar en el Festival de Cinema de Sundance de 2021 el 29 de gener de 2021. Va ser estrenada el 18 de juny de 2021 per Roadside Attractions

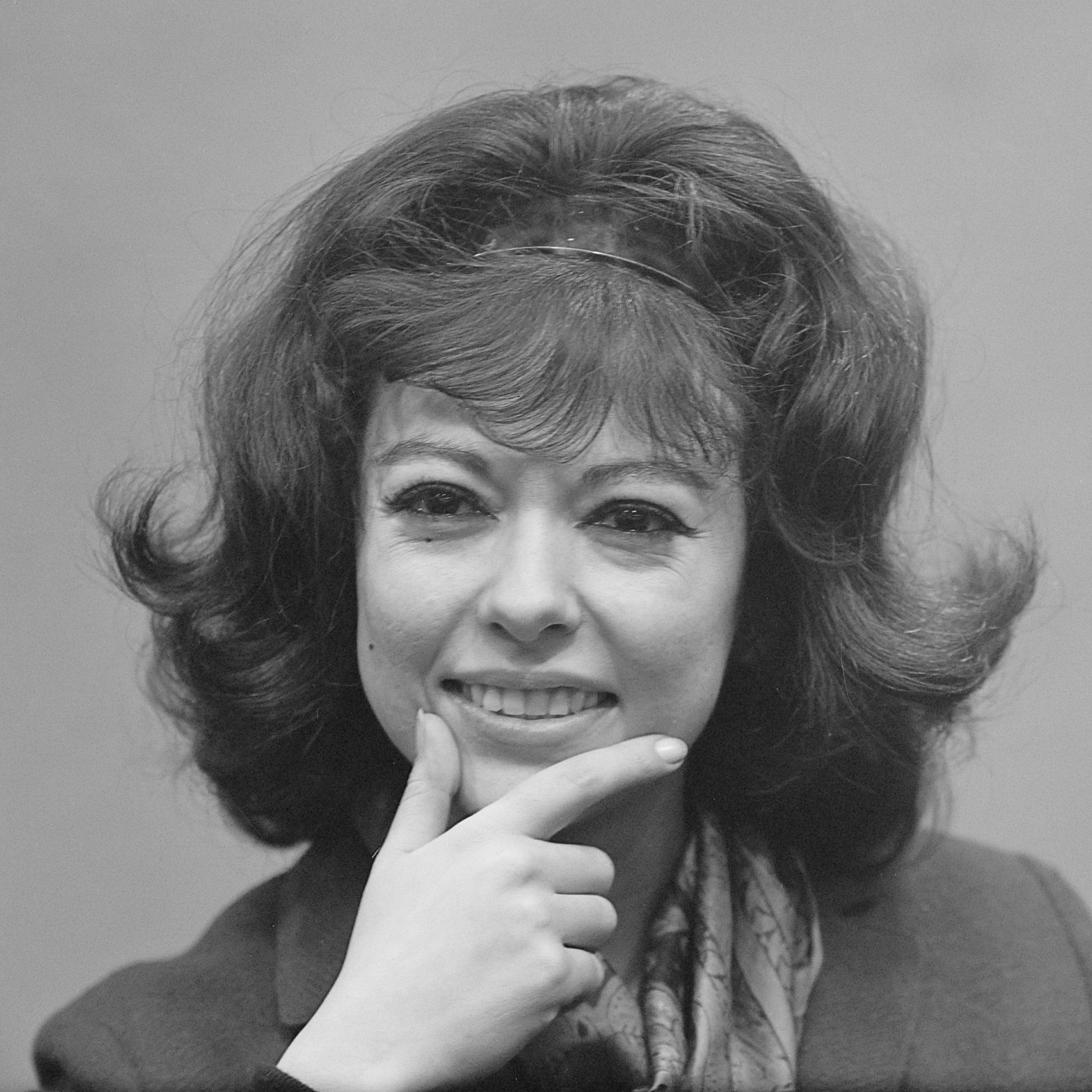
Rita Moreno (1963)

## Sinopsi
Durant més de 70 anys, Rita Moreno ha inspirat al públic amb les seves actuacions, la pel·lícula segueix el seu viatge des de la seva infància fins a la fama.

## Repartiment
- Rita Moreno
- Eva Longoria
- George Chakiris
- Gloria Estefan
- Emilio Estefan
- Héctor Elizondo
- Karen Olivo
- Justina Machado
- Sonia Manzano
- Lin-Manuel Miranda
- Mitzi Gaynor
- Chita Rivera
- Morgan Freeman
- Norman Lear
- Terrence McNally
- Whoopi Goldberg

## Producció
El juliol de 2019, es va anunciar que PBS produiria i distribuiria un documental sobre Rita Moreno amb Norman Lear i Lin-Manuel Miranda com a productors executius.

## Llançament
La pel·lícula es va estrenar al Festival de Cinema de Sundance de 2021 el 29 de gener de 2021. Al març de 2021, Roadside Attractions va adquirir els drets de distribució de la pel·lícula i la va fixar per a la seva estrena el 18 de juny de 2021. Es va transmetre a American Masters de PBS el 5 d'octubre de 2021.

## Recepció
A Rotten Tomatoes, la pel·lícula té un índex d'aprovació del 96% segons les revisions de 102 crítics, amb una qualificació mitjana de 7.9/10. El consens dels crítics del lloc web diu: "Un perfil commovedor de la llegenda de la pantalla Rita Moreno, Just a Girl és alhora una aguda crítica de les aclaparadores desigualtats de la indústria i un bell homenatge a un artista que mai es va tirar enrere malgrat les probabilitats".
 